# 57 (число)
57 (пятьдесят семь) — натуральное число, расположенное между числами 56 и 58.

## В математике

### В теории чисел
- 57 — нечётное число.
- 57 — двадцатое полупростое число[1].
- 57 — свободное от квадратов число[2].
- 57 — шестое число Лейланда — {\displaystyle 2^{5}+5^{2}}[3].
- 57 — недостаточное число[4].
- 57 — восемнадцатое число Улама[5].
- 57 — идонеальное число[6].
- 57 — третье 20-угольное число.
- 57 — это наибольшее число, представимое в виде суммы пяти неотрицательных квадратов ровно пятью способами.
- 57 — это наименьшее число, представимое в виде суммы трех различных простых чисел ровно десятью способами.
- 57 — это наименьшее число {\displaystyle k}, такое что в десятичной записи числа {\displaystyle k^{k}} не менее ста цифр.
- Между восьмым и девятым 57-угольными числами расположено ровно 57 простых чисел.
- Разность числа {\displaystyle 2^{28}} и ближайшего к нему простого числа, меньшего него, равна 57. То же самое верно для следующих показателей степеней двойки помимо 28: 43, 62, 82, 316, 376, 454, 458, 487, 580, 1018, 1579, 1739, 1870, 2006, 3014, 3056...
- Знакочередующаяся сумма первых девяти суперпростых чисел равна 57:  {\displaystyle {3}-{5}+{11}-{17}+{31}-{41}+{59}-{67}+{83}={57}}
- Количество цифр в десятичной записи минимального простого числа вида {\displaystyle (k+1)^{67}-k^{67}} равняется 57.
- Числу 57 требуется 32 шага, чтобы достичь единицы в рамках гипотезы Коллатца.
- Число 57 иногда в шутку называют «простым числом Гротендика», поскольку он, по легенде, предложил число 57 как пример конкретного простого числа на одном из своих выступлений[7].

### В алгебре и математическом анализе
- 57-мерная алгебра Гейзенберга является нильрадикалом расщепленной алгебры Ли {\displaystyle E_{{7}+{1/2}}}[8].
- Наименьшее возможное однородное пространство в алгебре Ли для {\displaystyle E_{8}} является 57-мерным.
- 57 — это количество обратимых матриц {\displaystyle 3{X}3} над полем {\displaystyle \mathbb {F} _{2}}, удовлетворяющих уравнению {\displaystyle X^{3}=I}, где {\displaystyle I} — единичная матрица. То же самое верно для уравнения {\displaystyle X^{9}=I}.
- Постоянная омега приблизительно равна 0.57, если округлять до сотых.
- Первые 2 цифры после запятой в десятичной записи константы Эйлера — Маскерони образуют число 57.
- Число, близкое к 57, можно получить, используя арифметические действия и известные математические константы {\displaystyle e} и {\displaystyle \pi } следующим образом: {\displaystyle e^{\pi }+\pi ^{e}+e\pi +{\sqrt[{e}]{\pi }}+{\sqrt[{\pi }]{e}}\approx {57}}

### В геометрии
- 57 градусов можно построить циркулем и линейкой, поскольку 57 делится нацело на 3.
- Точка X(57) из Энциклопедии центров треугольника является точкой, изогонально сопряженной центру эллипса Мандара. Эта точка лежит на кубике Томсона[9]; на прямой, образованной инцентром и центром описанной окружности и на прямой, образованной центроидом и точкой Жергонна.
- Существует 4 Пифагоровых тройки с числом 57: {\displaystyle (57,176,185);(57,1624,1625);(57,76,95)=19\times (3,4,5);(57,540,543)=3\times (19,180,181)}
- 57-й многогранник Джонсона (J57) является трижды наращённой шестиугольной призмой.
- Если дважды противоположно отсечённый ромбоикосододекаэдр (J80) имеет ребро длины {\displaystyle a}, то площадь его поверхности приблизительно равна {\displaystyle 57a^{2}}. То же самое верно для дважды косо отсеченного ромбоикосододекаэдра (J81).
- Количество пересечений диагоналей правильного восьмиугольника, включая пересечения в вершинах фигуры, равно 57.
- 57 — это максимальное количество областей, которое может получиться при соединении шести точек, лежащих на окружности, и при этом каждая точка должна быть соединена со всеми остальными. То же самое верно для 7 равноотстоящих друг от друга точек.
- 57 — это максимальное количество областей в 4-мерном пространстве, которое может получиться при пересечении пяти гиперплоскостей[10].
- Внутри окружности {\displaystyle x^{2}+y^{2}=17} лежит ровно 57 точек с целочисленными координатами (точки, лежащие на границе, также считаются). Тоже самое верно для шара {\displaystyle x^{2}+y^{2}+z^{2}=5}.
- Сумма первых трех членов координационной последовательности для гексагональной плотной упаковки равняется 57[11].
- У кругового фрактала, делящегося на 4 свои копии на каждой итерации, хаусдорфова размерность примерно равна 1,57.

### В тригонометрии
- 1 радиан приблизительно равен 57,2957795 градусам.
- {\displaystyle \sin {57}^{\circ }={\frac {2({\sqrt {3}}+1){\sqrt {5+{\sqrt {5}}}}-{\sqrt {30}}+{\sqrt {10}}+{\sqrt {6}}-{\sqrt {2}}}{16}}\approx {0{,}83867}}
- {\displaystyle \cos {57}^{\circ }={\frac {2({\sqrt {3}}-1){\sqrt {5+{\sqrt {5}}}}+{\sqrt {30}}+{\sqrt {10}}-{\sqrt {6}}-{\sqrt {2}}}{16}}\approx {0{,}54464}}

### В дискретной математике
- Количество помеченных 4-узловых графов с максимум одним циклом в каждом связанном компоненте равняется 57.
- Количество непомеченных 8-узловых корневых деревьев с четным числом концевых вершин равняется 57.
- Количество немаркированных графов с 6 узлами и обратимой матрицей смежности равняется 57.

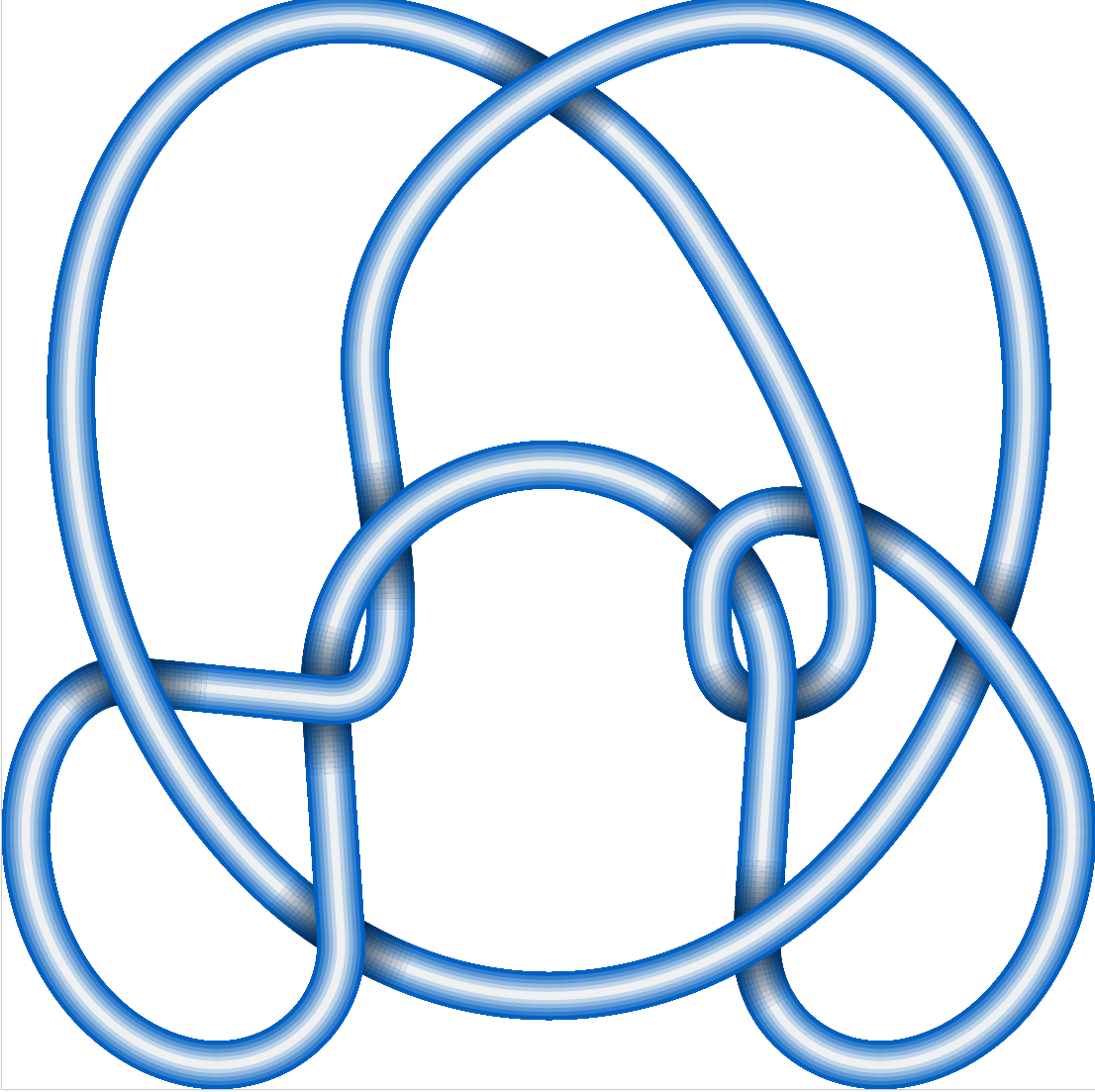
Узел с 10 самопересечениями и номером 57 в таблице узлов

- Количество корневых связных немаркированных плоских графов с пятью узлами равняется 57.
- Количество немаркированных связных простых графов с пятью ребрами, имеющими корни в одном ориентированном ребре равняется 57.

### В топологии
- В теории узлов первый узел с номером 57 имеет ровно 10 самопересечений.

### В комбинаторике
- Числа Эйлера I рода {\displaystyle \left\langle {\frac {6}{1}}\right\rangle } и {\displaystyle \left\langle {\frac {6}{4}}\right\rangle } равны 57.
- 57 — это пятое число Спрингера, считая от {\displaystyle n=0}. Числа Спрингера являются аналогом зигзагообразных чисел Эйлера для группы {\displaystyle B_{n}}[12][13].
- 57 — это количество способов разложить на множители число вида {\displaystyle p^{4}\times {q^{3}}}(включая случай {\displaystyle p^{4}\times {q^{3}}\times {1}}), где  {\displaystyle p} и {\displaystyle q} — различные простые числа.
- Количество способов размещения трёх маркированных шаров в 3 немаркированные, но трехцветные коробки равняется 57.
- Число неэквивалентных способов раскрасить грани куба, используя не более трех цветов, равняется 57.
- 57 — это количество упорядоченных разбиений числа 6, таких, что наименьший элемент каждой части является нечетным.
- Количество разбиений числа 14, в которых ни одна часть не кратна 3, равняется 57.
- Сумма первых шести субфакториалов, считая от нуля, равняется 57. То есть {\displaystyle {!0}+{!1}+{!2}+{!3}+{!4}+{!5}=57}
- Сумма чисел Стирлинга второго рода от {\displaystyle \left\{{\frac {2}{2}}\right\}} до {\displaystyle \left\{{\frac {6}{2}}\right\}} равняется 57.

### В вероятности и статистике
- Парадокс дней рождения гласит, что в группе из 23 и более человек с вероятностью свыше 50% найдется пара людей, родившихся в один день, а начиная с 57 человек в группе, эта вероятность будет уже больше 99%.

## В других науках

### В информатике
- Число 57 является злым[14].

- Cимвол «9» находится под номером 57 в таблице ASCII.
- Число 57 является репдиджитом в основаниях 7 и 18, поскольку {\displaystyle 57_{10}=111_{7}=33_{18}}. Другими словами {\displaystyle 57=7^{2}+7^{1}+7^{0}=3\times 18^{1}+3\times 18^{0}}
- Число 57 является третьим целым числом Блюма[15][16]. Число Блюма — это полупростое число, представимое в виде {\displaystyle n} = {\displaystyle p} × {\displaystyle q}, где {\displaystyle p} и {\displaystyle q} — различные простые числа вида {\displaystyle 4t+3}. Число 57, как и любое другое целое число Блюма нельзя представить в виде суммы двух квадратов. Такие числа иногда используются в программировании.
- Двоичная запись числа 57 порождает вращательно-симметричный XOR-треугольник[17][18].

|                   | Число 57 в наиболее используемых системах исчисления |
| ----------------- | ---------------------------------------------------- |
| Двоичная          | 111001                                               |
| Троичная          | 2010                                                 |
| Четверичная       | 321                                                  |
| Пятеричная        | 212                                                  |
| Шестеричная       | 133                                                  |
| Восьмеричная      | 71                                                   |
| Десятичная        | 57                                                   |
| Двенадцатиричная  | 49                                                   |
| Шестнадцатеричная | 39                                                   |
| Двадцатеричная    | 2H                                                   |
| 24-ричная         | 29                                                   |
| 64-ричная         | 57                                                   |

### В физике
- 57 — это число различных сопротивлений, которые можно получить из цепи, содержащей ровно 7 одинаковых резисторов.

#### В астрономии
- Количество видимых невооружённым взглядом звёзд в созвездии Гончих Псов равняется 57.
- Туманность Кольцо (М57) — планетарная туманность в созвездии Лиры, удаленная от Земли на 2300 световых лет.
- NGS 57 — эллиптическая одиночная галактика в созвездии Рыб.
- В пределах 16 световых лет находится 57 звездных систем.
- В I веке нашей эры произошло 16 гибридных солнечных затмений, и у четырёх из них ширина тени составляла 57 км в максимальной фазе.
- 57 является номером в саросе последнего солнечного затмения XX века. Затмение было частичным и произошло 25 декабря 2000 года.

### В химии
- Лантан — 57-й элемент таблицы Менделеева.
- Железо-57 является одним из четырёх стабильных изотопов железа и применяется в мёссбауэровской спектроскопии.
- 57 — максимальное возможное количество нейтронов в атоме германия, а также минимальное количество нейтронов в атоме цезия.
- Температура плавления радона составляет -57°F.
- Кобальт-57 радиоактивный изотоп с периодом полураспада 271 день, применяется в медицине для диагностики анемии и метаболических нарушений, а также в радио иммунных анализах ранней диагностики опухолей.

### В биологии
- У самки белобрюхого панголина насчитывается 57 пар хромосом. Среди млекопитающих она занимает второе место по количеству хромосом и уступает лишь боливийской щетинистой крысе, у которой их 59 пар.
- Поскольку у обыкновенной осины 38 хромосом, у её триплоидной исполинской формы их в {\displaystyle {\frac {3}{2}}} раза больше, то есть ровно 57. Аналогично, у триплоидных тополей также 57 хромосом.
- Мозг взрослого белолобого капуцина весит в среднем 57 г.
- Яйцо несушек ереванской породы кур весит в среднем 57 г.
- Самый большой осётр был пойман в 2024 году в штате Мичиган в озере Сент-Клэр. Его вес составлял 57 кг.
- Около 57% клеток человеческого организма принадлежат микробам, а не самому человеку.

### В истории
- В 57 году до н. э. Юлий Цезарь отправился в Северную Галлию воевать против белгов.
- В 57 году до н. э. начался 60-летний цикл китайского календаря (система гань-чжи), который начался до нашей эры, а закончился в 4 году нашей эры.
- В 57 году до н. э. Помпей добился казни 100 послов, участвовавших в посольстве против него.
- Первый обнаруженный образец японской письменности на императорской печати инкан был сделан в 57 году в древней Японии.
- В 1957 году произошёл запуск первого в мире искусственного спутника Земли, а также запуск первой собаки в космос — Лайки.
- 10 августа 1972 года в 14 часов 29 минут по местному времени астероид US1972081 проникнул в атмосферу до высоты 57 км и пролетел через неё на скорости 15 км/с. Это прохождение метеора через атмосферу Земли считается одним из известнейших.
- В 2008 году во время остановки предвыборной кампании Барак Обама ошибочно заявил, что побывал в 57 штатах Америки.
- Король Англии Яков I, также известный как Яков VI Шотландский, правил Англией на протяжении 57 лет.
- Трансатлантический лайнер «Queen Mary» долгое время являлся самым быстрым пассажирским кораблем в истории, а его средняя скорость во время первого рейса составила приблизительно 57 км/ч.
- В начале операции «Барбаросса» 57-я пехотная дивизия (вермахт) переправилась через Западный Буг и взяла Бердичев.
- Второй президент Словении Янез Дрновшек скончался от рака в возрасте 57 лет.

### В географии
- 57 — Код субъекта Российской Федерации и Код ГИБДД-ГАИ Орловской области.
- +57 — Код страны Колумбии.
- Средний возраст женщин в Монако составляет 57 лет.
- Общая ОПЖ при рождении в Лесото и ЦАР составляет 57 лет (на момент 2025 года).
- Организация по безопасности и сотрудничеству в Европе объединяет 57 стран (на момент 2025 года).
- Население Гренландии составляет приблизительно 57 тыс. человек (на момент 2025 года).
- 57-й западный меридиан проходит через 3 океана, включая Южный, и через 8 стран, в то время как 57-й восточный меридиан проходит через 3 океана и 6 стран.
- 57-я северная параллель проходит через 2 океана и 7 стран, в то время как 57-я южная параллель проходит через 3 океана и вообще не пересекает какие-либо страны, если не считать Южную Георгию и Южные Сандвичевы Острова, принадлежащие Великобритании с 1775 года и 1908 года.
- Самая высокая температура на поверхности Земли в истории была зарегистрирована в Долине Смерти, США. Она составляла приблизительно 57°C (более точно, 56,7°C).

## В других областях

### В искусствах

#### В музыке
- В сонете 57 Уильяма Шекспира показано, что «его любовь к прекрасной юности рассматривается как чистая и даже неземная».
- "Инцидент на 57-й улице" — песня Брюса Спрингстина и группы E Street Band из их альбома 1973 года.
- В названии песни Биффи Клайро из дебютного альбома 2002 года присутствует лишь одно число: "57".
- Джон Скэтмэн, создатель уникального стиля музыки, совмещающего в себе скэт и евродэнс, умер в возрасте 57 лет.

#### В живописи
- Динамический суперматизм № 57 — суперматическая картина Казимира Малевича, написанная в 1916 году.
- Перси Уиндем Льюис, создатель вортицизма — направления английского авангарда, скончался в 1957 году.

#### В кинематографе
- Пассажир 57 — американский кинобоевик 1992 года.
- 57 секунд — американский научно-фантастический триллер 2023 года.
- Студия 57 — драматический сериал-антология 1954 года, спонсируемый Heinz 57.
- В фильме «Терминал» 2004 года главный герой Виктор Наворски носит с собой фотографию 57 участников джаз-бэнда.
- В фильме «Заражение» 2011 года вакцина № 57 успешно защищает лабораторную обезьяну от инфекции.
- В американском фильме «Ластик» 1996 года операция по торговле оружием проходила на пирсе 57.

#### В литературе
- В рассказе Редьярда Киплинга «Человек, который хотел стать королем» персонаж Пичи заявляет: «This business is our Fifty-Seven», что дословно переводится как «Это дело — наш Пятьдесят седьмой». Вероятно, это была отсылка к Первой войне Индии за независимость против Британии, которая была в 1857 году.
- В книге «100 самых влиятельных людей в истории» на 57-м месте расположился Жан Кальвин.

### В религиях
- В английской Библии короля Иакова слово «Almighty», т. е. «Всемогущий» встречается 57 раз.
- В полной версии Библии короля Иакова 57-й книгой является Евангелие от Иоанна.
- В 57-м псалме поется о лукавстве Саула.
- Сура-57 (Аль-Хадид) начинается так: «Славит Аллаха то, что на небесах и на земле. Он — Могущественный, Мудрый».

### В письменности
- Ключ 57 (弓) из словаря Канси означает лук (оружие).

| Различная запись числа 57 |                     |
| Римская запись            | LVII                |
| Китайская запись          | 五十七              |
| Древнеегипетская запись   | ᑎᑎᑎᑎᑎ I I I I I I I |

### В спорте
- Известный итальянский вратарь Сальваторе Сиригу носил футболку с номером «57» на спине в футбольном клубе «Дженоа». Он также жил в доме под номером «57». Футболки с номером 57 также носили футболисты Артём Галаджан и Жеовани Кенда.
- Советский лыжник и олимпийский чемпион Савельев Сергей умер в 2005 году в возрасте 57 лет.
- В боксе в категорию "полулёгкий вес" попадают мужчины весом не более 57 кг.

### В военной технике
- 57-мм противотанковая пушка образца 1941 года — советская противотанковая пушка, использовавшаяся в период Великой Отечественной войны. Калибр 57 мм был также у многих других советских орудий, например у ЗиС-2 и АЗП-57.
- Су-57 — российский многоцелевой истребитель пятого поколения. Его первый полет состоялся 29 января в 2010 году.
- ЭМ проекта 57-А — тип эскадренных миноносцев, строившихся для Советского Военно-Морского Флота в 1950-х годах.
- 57-мм пушка Гочкиса — французская пушка, разработанная в 1885 году для защиты от миноносцев.
- Т57 — тяжелый американский танк с качающейся башней, разработанный во время холодной войны.

### Прочее
- Классическая бриллиантовая огранка Толковского, также известная как «русская огранка», имеет 57 граней.
- 57 varieties — слоган компании Heinz, а также 57 было счастливым числом Генри Хайнца — основателя фирмы.
- Эрнест Хэмингуэй очень любил кошек, и на момент 1957 года в его доме насчитывалось ровно 57 кошек.
- Один из длиннейших железнодорожных тоннелей в мире, Готардский базисный тоннель в Швейцарии, имеет протяженность 57 км.
- Чтобы написать самое длинное слово в мире[19], состоящее из 189819 букв и обозначающее полное название белка титин, потребуется 57 страниц формата А4 (с использованием стандартного размера шрифта 11 пунктов).
- Кранти Кумар Паникер из Индии остановил своим языком 57 электрических вентиляторов за 1 минуту. Рекорд был занесён в Книгу рекордов Гиннесса.
- 26 февраля является 57-м днем в году и отмечается в Кувейте как «День освобождения», а также в Азербайджане как День памяти жертв Ходжалы.
- В ГУМе есть столовая № 57, и столовых с другими номерами там нет.
- 57-ю годовщину свадьбы называют «алюминиевая свадьба».